# کوتا ستار
کوتا ستار (به لاتین: Kota Setar) یک سکونتگاه مسکونی در مالزی است که در کداح واقع شده‌است.